# Tortula murina
Tortula murina är en bladmossart som beskrevs av Brotherus 1902. Tortula murina ingår i släktet tussmossor, och familjen Pottiaceae. Inga underarter finns listade i Catalogue of Life.